# Булакти (Алматинська область)
Булакти́ (каз. Бұлақты) — село у складі Карасайського району Алматинської області Казахстану. Входить до складу Райимбецького сільського округу.
У радянські часи село називалось Авангард.
Населення — 3629 осіб (2021; 3799 у 2009, 0 у 1999, 771 у 1989).